# John Vanderplank
John Vanderplank is een Britse botanicus. Hij werd geboren in Tanzania en bracht het grootste gedeelte van zijn jeugd door in Zanzibar. Hij interesseerde zich al vroeg in de natuur, waaronder Lepidoptera en mariene biologie. Later raakte hij geïnteresseerd in botanie.
Hij is lang werkzaam geweest als leider van een kleine commerciële kwekerij in Engeland, waar hij zich bezighield met het kweken van passiebloemen en het ontwikkelen van nieuwe passiebloemhybrides.
Hij heeft een collectie passiebloemen die door de National Council for the Conservation of Plants and Gardens wordt erkend als National Plant Collection of Passiflora. Deze collectie met wetenschappelijke status, is gratis te bezichtigen in Kingston Seymour, Clevedon, North Somerset. Zijn collectie voorziet Royal Botanic Gardens, Kew en universiteiten van over de hele wereld van plantmateriaal voor onderzoek.
Vanderplank reist veel naar Zuid-Amerika voor onderzoek naar passiebloemen. Hij is (mede)auteur van botanische namen van meerdere soorten waaronder Passiflora quadrifaria Vanderpl., Passiflora gabrielliana Vanderpl., Passiflora longicuspis Vanderpl. & S.Vanderpl., Passiflora pardifolia Vanderpl. en Passiflora poslae Vanderpl. & Boender. Deze botanische namen zijn allen gepubliceerd in Curtis's Botanical Magazine. Hij heeft meerdere publicaties over passiebloemen op zijn naam staan. In 1991 publiceerde hij zijn eerste monografie over passiebloemen. Van de tweede editie van deze monografie is ook een Nederlandse vertaling verschenen.
Zijn dochter Sula Vanderplank is ook botanicus.